# Савицкий, Валерий Михайлович
 (1977)
|Учёное звание=профессор
|Альма-матер=Московский юридический институт (1951)
|Научный руководитель=М. С. Строгович
|Знаменитые ученики= 
|Известен как=процессуалист
|Награды и премии=
}}
Вале́рий Миха́йлович Сави́цкий (7 января 1930 года, Минск — 13 июня 1999 года, Москва) — советский и российский правовед, преподаватель, заведующий сектором проблем правосудия Института государства и права РАН, доктор юридических наук, профессор, заслуженный деятель науки РСФСР. Первый полномочный представитель Президента России в Конституционном Суде.

## Биография
В 1951 г. окончил Московский юридический институт, в 1957 — аспирантуру Института права Академии наук СССР. В 1957 году под руководством профессора М. С. Строговича защитил кандидатскую диссертацию на тему: «Прокурорский надзор за соблюдением законности в деятельности органов дознания и предварительного следствия»; в 1977 г. защитил докторскую диссертацию на тему: «Государственное обвинение в суде».
- С 1951 по 1954 год работал следователем прокуратуры Воскресенского района Горьковской области, с. Воскресенское.
- С 1957 по 1963 г. — младший научный сотрудник Института государства и права АН СССР.
- С 1963 по 1965 г. — старший научный сотрудник Всесоюзного института советского законодательства Юридической комиссии при Совете Министров СССР.
- С 1965 по 1972 г. — старший научный сотрудник Института государства и права АН СССР.
- С 1972 по 1999 год — заведующий сектором общих проблем уголовного судопроизводства, теоретических проблем правосудия Института государства и права Российской АН, главный научный сотрудник.

В 1989 году баллотировался в народные депутаты СССР. Во втором туре голосования призвал избирателей отдать свои голоса за Валентина Логунова (в 1990—1993 г. — главный редактор «Российской Газеты») против полковника Александра Руцкого.
В октябре 1994 года Президентом РФ был выдвинут на должность судьи Конституционного Суда РФ по предложению Ученого совета Института государства и права РАН. Кандидатура дважды — в октябре и в ноябре 1994 — не набрала большинства голосов депутатов Совета Федерации РФ.
С 24 апреля 1995 г. по 5 февраля 1996 г. был Полномочным представителем Президента РФ в Конституционном Суде РФ.
Выступал постоянным экспертом в программе «Человек и закон», входил в состав Объединённой комиссии по координации законодательной деятельности при Государственной Думе Федерального Собрания РФ, Научно-консультативного совета при Верховном Суде РФ, Экспертный совет МВД РФ, Совета при Президенте Российской Федерации по вопросам совершенствования правосудия (1997).
Похоронен на Кунцевском кладбище г. Москвы.

## Научная деятельность
В. М. Савицким написано свыше 400 научных работ по теории уголовного процесса, прокурорскому надзору, судебной власти. Его идеи о соотношении конституционной и процессуальных функций прокурора, положении государственного обвинителя как стороны в судебном разбирательстве, презумпции невиновности, правах и законных интересах личности и др. нашли поддержку и развитие в публикациях других авторов, в кандидатских и докторских диссертациях, учебниках.
Известен тем, что В 1977 г. предложил формулировку демократического принципа уголовного судопроизводства — презумпции невиновности, которая полностью включена в текст постановления Пленума Верховного Суда СССР от 16 июня 1978 г. «О практике применения законов, обеспечивающих обвиняемому право на защиту», а в 1993 г. — в текст статьи 49 Конституции РФ.
Наиболее известные труды: «Государственное обвинение в суде» (М., 1971), «Прокурорский надзор за расследованием преступлений», «Очерк теории прокурорского надзора» (М., 1975), «Потерпевший в уголовном процессе», «Язык процессуального закона» и др.. В. М. Савицкий стал редактором монографий «Система в уголовной юстиции в СССР», «Право на защиту в социалистическом уголовном процессе», «Проблемы судебного права», «Конституционные основы правосудия в СССР», «Суд и применение закона».